# Московская митрополия
Московская митрополия — митрополия Русской православной церкви, образованная в пределах Московской области. Создана 13 апреля 2021 года из той части Московской епархии, которая ранее находилась в управлении патриаршего наместника — митрополита Крутицкого и Коломенского, то есть бывшей Московской областной епархии (неофициальное название, использовавшееся в обиходе Московской патриархии). В настоящее время (с апреля 2021 года) Московская митрополия включает 5 епархий, образованных на территории бывшей Московской областной епархии: Коломенскую, Подольскую, Сергиево-Посадскую, Одинцовскую, Балашихинскую (епархия города Москвы в состав митрополии не входит).
Указом патриарха Кирилла от 27 апреля 2021 года резиденция и Управление Московской митрополии и Коломенской епархии перенесены в Николо-Угрешский монастырь при сохранении за ним ставропигиального статуса.

## История
21 ноября 1917 митрополит Московский и Коломенский Тихон (Беллавин) был поставлен патриархом Московским и всея России, оставаясь по должности правящим архиереем Московской епархии. 8 декабря того же года Поместный Собор принял постановление «О правах и обязанностях Святейшего Патриарха Московского и всея России», где отмечалось, что «Патриаршей областью управляет по указаниям патриарха патриарший наместник с титулом архиепископа Коломенского и Можайского». Архиепископ Коломенский становился старшим викарием Московской епархии и помощником Патриарха в управлении ею. В случае кончины патриарха на архиепископа Коломенского и Можайского возлагались обязанности по руководству Московской епархией. Оговаривалось, что Коломенский викарий имел кафедральные храмы в Москве (храм Христа Спасителя) и в Коломне.
В соответствии с определением Священного Синода от 16 января 1918 года, которое было закреплено решением Собора от 4 февраля того же года, викарий Московской епархии епископ Дмитровский Иоасаф (Каллистов) был утверждён в должности патриаршего наместника с титулом «архиепископ Коломенский и Можайский». 11 октября 1919 года архиепископу Иоасафу был усвоен титул «архиепископ Крутицкий», но при этом он сохранял полномочия патриаршего наместника в Московской епархии. В дальнейшем Патриаршими наместниками уже были Крутицкие архиереи, а не Коломенские.
В соответствии с «Положением об управлении Русской Православной Церковью», принятом 31 января 1945 года Поместным Собором Русской Православной Церкви, митрополит Крутицкий является постоянным членом Священного Синода и осуществляет функцию викария Патриарха Московского и всея Руси по управлению Московской епархией. В «Положении» сказано, что в помощь Патриарху по управлению Московской епархией назначается «Наместник» с титулом «Митрополит Крутицкий». «Положение» давало патриаршему наместнику более широкие права, чем соответствующее Определение Собора 1917—1918 годов.
К тому времени, с января 1944 года митрополитом Крутицкий был Николай (Ярушевич). В 1947 году Патриарх Алексий I присвоил митрополиту Николаю в личном порядке в качестве поощрения к 25-летию архиерейского служения к титулу Крутицкий добавление «и Коломенский». В дальнейшем такой же титул носили и его преемники на данной кафедре. Это положение закрепил Поместный Собор Русской Православной Церкви 1988 года, принявший новый «Устав об управлении Русской Православной Церковью», согласно которому: «Патриарх состоит епархиальным архиереем Московской епархии. Для облегчения Патриарха в его попечениях об общецерковных делах Московской епархией управляет по указанию Патриарха, на правах епархиального архиерея Патриарший Наместник с титулом митрополита Крутицкого и Коломенского» и является постоянным членом Священного Синода по кафедре.
Де-факто, до 2021 года Московская областная епархия представляла собой отдельную епархию со своим епархиальным архиереем, органами епархиального управления и административно-территориальным делением.
27 декабря 2011 года решением Священного Синода территория «Новой Москвы» была включена в состав «Викариатства в пределах территорий, планируемых государственными органами власти к включению в административные границы города Москвы», непосредственно подчинённого Патриарху Московского и всея Руси, то есть была переведена из Московской областной в Московскую городскую епархию.
13 апреля 2021 года Священный синод Русской православной церкви учредил Московскую митрополию, включив в неё 5 епархий, образованных на территории бывшей Московской областной епархии, а именно следующие епархии: Коломенскую, Подольскую, Сергиево-Посадскую, Одинцовскую, Балашихинскую (епархия города Москвы в состав новосозданной митрополии не вошла).
22 сентября 2021 года образовано Патриаршее управление Московской митрополии, которое располагается в Новодевичьем ставропигиальном монастыре города Москвы.

## Управление

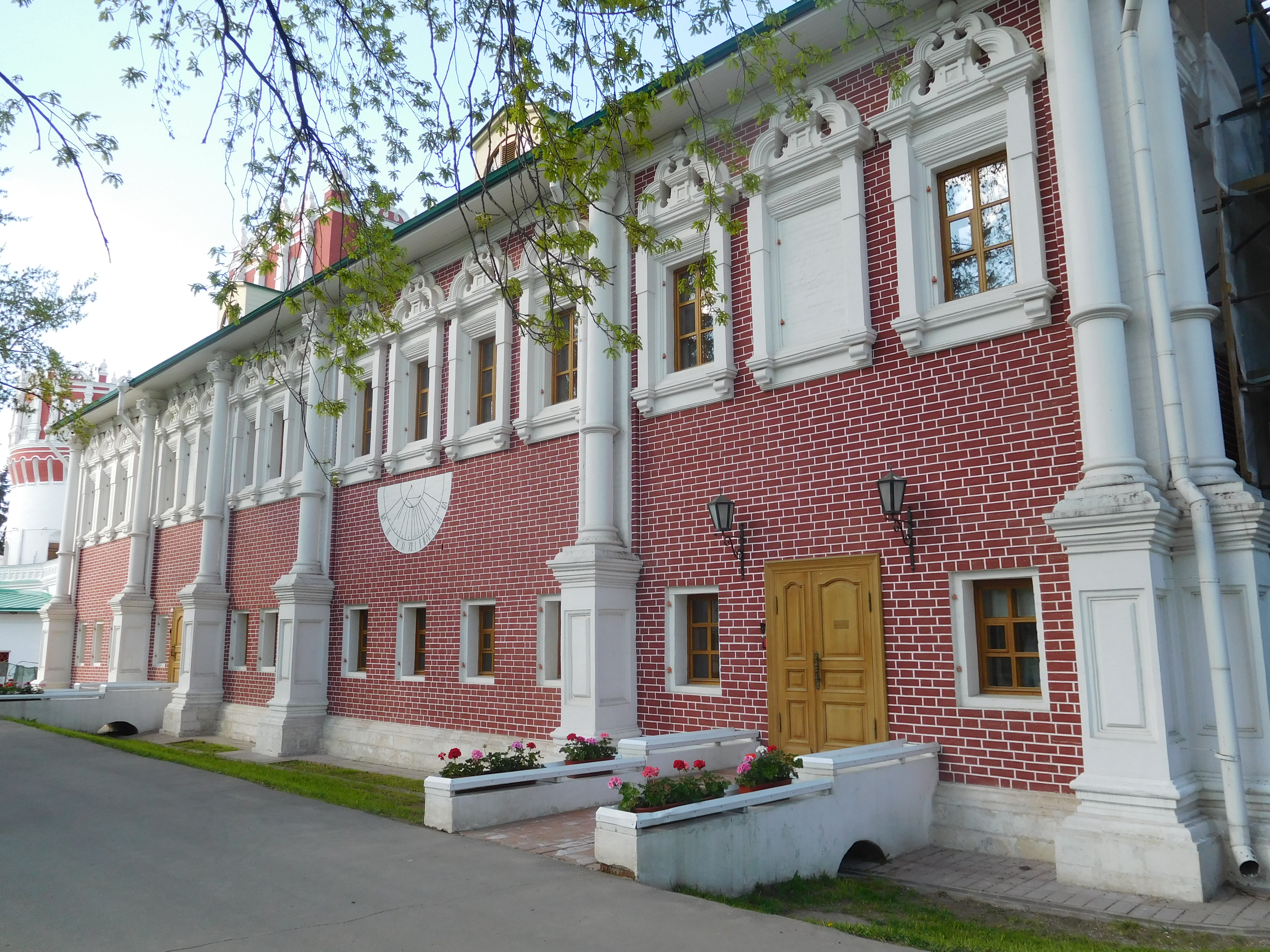
Патриаршее управление Московской митрополии в Новодевичьем монастыре

### Глава митрополии
Главой Московской митрополии является Патриарх Московский и всея Руси. Управление митрополией он осуществляет с помощью Патриаршего управления Московской митрополии. Общее руководство деятельностью Патриаршего управления осуществляет патриарший наместник — митрополит Крутицкий и Коломенский, постоянный член Священного синода, являющий одновременно епархиальным архиереем Коломенской епархии.
Управляющие Московской областной епархией
- 31 января 1945 — 19 сентября 1960 — Николай (Ярушевич)
- 19 сентября 1960 — 10 августа 1963 — Питирим (Свиридов)
- 9 октября 1963 — 2 июня 1971 — Пимен (Извеков)
- 25 июня 1971 — 11 июня 1977 — Серафим (Никитин)
- 11 июня 1977 года — 13 апреля 2021 года — Ювеналий (Поярков)

Управляющие митрополией
- 13—14 апреля 2021 года — Ювеналий (Поярков)
- 14—15 апреля 2021 года, в/у — Кирилл (патриарх Московский)
- с 15 апреля 2021 года — Павел (Пономарёв)

### Викарные архиереи
Митрополиту Крутицкому и Коломенскому подчиняются следующие викарные епископы:
- Митрополит Зарайский Константин (Островский)
- Епископ на покое Илиан (Востряков) (бывший Серпуховский)

## Епархии
В Московскую митрополию входят пять епархий:
- Коломенская епархия
- Балашихинская епархия
- Подольская епархия
- Одинцовская епархия
- Сергиево-Посадская епархия

## Монастыри
К епархиям митрополии относятся следующие монастыри:
Мужские
1. Николо-Берлюковская пустынь (село Авдотьино, Ногинский район)
2. Борисоглебский монастырь (город Дмитров)
3. Богоявленский Старо-Голутвин монастырь (город Коломна)
4. Гуслицкий Спасо-Преображенский монастырь (город Куровское, Орехово-Зуевский район)
5. Николо-Пешношский монастырь (посёлок Луговой, Дмитровский район)
6. Лужецкий Богородице-Рождественский Ферапонтов монастырь (город Можайск)
7. Вознесенская Давидова пустынь (посёлок Новый Быт (Чеховский район))
8. Покровско-Васильевский монастырь (город Павловский Посад)
9. Николо-Радовицкий монастырь (село Радовицы, Егорьевский район)
10. Богородице-Рождественский Бобренев монастырь (село Старое Бобренево, Коломенский район)

Женские
1. Серафимо-Знаменский скит (село Битягово, Домодедовский район)
2. Спасо-Влахернский монастырь (село Деденево, Дмитровский район)
3. Свято-Троицкий Мариинский монастырь (город Егорьевск)
4. Никитский монастырь (город Кашира)
5. Свято-Троицкий Ново-Голутвин монастырь (город Коломна)
6. Успенский Брусенский монастырь (город Коломна)
7. Колоцкий монастырь (деревня Колоцкое, Можайский район)
8. Казанский монастырь (деревня Колычево, Егорьевский район)
9. Александро-Невский монастырь (село Маклаково, Талдомский район)
10. Спасо-Бородинский монастырь (село Семёновское, Можайский район)
11. Введенский Владычный монастырь (город Серпухов)
12. Свято-Троицкий Белопесоцкий женский монастырь (город Ступино)

Упразднённые
- Александро-Мариинский монастырь
- Сосновская Покровская пустынь (Сосновка, Городской округ Озёры)

## Благочиния Московской областной епархии до 2021 года
До 2021 года Московская областная епархия делилась на следующие благочиния:
| №  | Благочиние                                | Адм.-тер. единица                                                            | Статистика                                                  | Благочинный                         |
| -- | ----------------------------------------- | ---------------------------------------------------------------------------- | ----------------------------------------------------------- | ----------------------------------- |
| 1  | Балашихинское                             | город Балашиха город Реутов город Железнодорожный                            | 23 прихода, 13 приписных храмов и часовен                   | протоиерей Димитрий Мурзюков        |
| 2  | Богородское                               | Ногинский район город Электросталь город Черноголовка                        | 23 прихода, 38 приписных храмов и часовен                   | протоиерей Михаил Ялов              |
| 3  | Бронницкое отделено от Раменского         | город Бронницы часть Раменского района                                       | 22 прихода, 6 приписных храмов и часовен                    | протоиерей Георгий Пищулин          |
| 4  | Видновское                                | Ленинский район город Троицк                                                 | 17 приходов, 13 приписных храмов и часовен                  | священник Димитрий (Березин)        |
| 5  | Волоколамское                             | Волоколамский район                                                          | 14 приходов, 12 приписных храмов и часовен                  | игумен Серафим (Николин)            |
| 6  | Воскресенское                             | Воскресенский район                                                          | 22 прихода, 9 приписных храмов и часовен                    | священник Сергий (Якимов)           |
| 7  | Дмитровское отделено Рогачёвское          | часть Дмитровского района                                                    | 44 прихода, 15 приписных храмов и часовен                   | протоиерей Афанасий (Чорногуз)      |
| 8  | Долгопрудненское отделено от Химкинского  | город Долгопрудный                                                           | 6 приходов, 9 приписных храмов и часовен                    | протоиерей Андрей Викторович Хмызов |
| 9  | Домодедовское                             | город Домодедово                                                             | 41 приход, 23 приписных храма и часовни                     | протоиерей Александр Васильев       |
| 10 | Дубненско-Талдомское                      | город Дубна Талдомский район                                                 | 24 прихода, 9 приписных храмов и часовен                    | протоиерей Владислав Бобиков        |
| 11 | Егорьевское                               | Егорьевский район                                                            | 27 приходов, 8 приписных храмов и часовен                   | игумен Никодим (Лунев)              |
| 12 | Жуковское отделено от Раменского          | город Жуковский                                                              |                                                             | протоиерей Александр Хомяк          |
| 13 | Зарайское                                 | Зарайский район                                                              | 24 прихода, 13 приписных храмов и часовен                   | протоиерей Пётр Спиридонов          |
| 14 | Звенигородское                            | город Звенигород                                                             | 7 приходов, 3 приписных храма                               | протоиерей Александр Карлюк         |
| 15 | Ивантеевское отделено от Пушкинского      | город Ивантеевка город Красноармейск город Королёв часть Пушкинскиого района | 18 приходов, 20 приписных храмов и часовен                  | протоиерей Иоанн (Монаршек)         |
| 16 | Истринское                                | Истринский район ЗАТО Восход                                                 | 32 прихода, 24 приписных храма, часовни и молельные комнаты | протоиерей Димитрий Подорванов      |
| 17 | Каширское                                 | Каширский район                                                              | 25 приходов, 2 приписных храма и часовни                    | протоиерей Виталий Коценко          |
| 18 | Клинское                                  | Клинский район                                                               |                                                             | протоиерей Евгений Мальков          |
| 19 | Коломенское                               | Коломенский район город Коломна                                              |                                                             | протоиерей Владимир Пахачев         |
| 20 | Красногорское                             | Красногорский район                                                          |                                                             | протоиерей Константин Островский    |
| 21 | Лосино-Петровское отделено от Щёлковского | город Лосино-Петровский часть Щёлковского района                             |                                                             | священник Павел Галушко             |
| 22 | Лотошинское                               | Лотошинский район                                                            |                                                             | священник Алексий Кошелев           |
| 23 | Луховицкое                                | Луховицкий район                                                             |                                                             | священник Кирилл Сладков            |
| 24 | Люберецкое                                | Люберецкий район город Дзержинский город Котельники город Лыткарино          |                                                             | протоиерей Дмитрий Мурзюков         |
| 25 | Малинское отделено от Ступинского         | часть Ступинского района                                                     |                                                             | священник Андрей Андреев            |
| 26 | Можайское                                 | Можайский район                                                              |                                                             | священник Иоанн Лобода              |
| 27 | Мытищинское                               | Мытищинский район                                                            |                                                             | протоиерей Димитрий (Оловянников)   |
| 28 | Наро-Фоминское                            | Наро-Фоминский район ЗАТО Молодёжный                                         | 28 приходов, более 50 храмов и часовен                      | протоиерей Олег Митров              |
| 29 | Одинцовское                               | Одинцовский район ЗАТО Власиха ЗАТО Краснознаменск                           |                                                             | священник Игорь Нагайцев            |
| 30 | Озёрское                                  | Озёрский район                                                               |                                                             | священник Евгений Кочетков          |
| 31 | Орехово-Зуевское                          | Орехово-Зуевский район город Орехово-Зуево                                   |                                                             | протоиерей Андрей Коробков          |
| 32 | Павловопосадское                          | Павлово-Посадский район город Электрогорск                                   |                                                             | священник Александр Анохин          |
| 33 | Подольское                                | Подольский район город Подольск город Климовск город Щербинка                |                                                             |                                     |
| 34 | Пушкинское отделено Ивантеевское          | часть Пушкинского района город Юбилейный                                     |                                                             |                                     |
| 35 | Раменское отделено Бронницкое             | часть Раменского района                                                      |                                                             | игумен Никодим (Лунёв)              |
| 36 | Рогачевское отделено от Дмитровского      | часть Дмитровского района                                                    |                                                             |                                     |
| 37 | Рузское                                   | Рузский район                                                                |                                                             |                                     |
| 38 | Сергиевопосадское                         | Сергиево-Посадский район                                                     |                                                             |                                     |
| 39 | Серебряно-Прудское                        | Серебряно-Прудский район                                                     |                                                             |                                     |
| 40 | Серпуховское                              | Серпуховский район город Серпухов город Протвино город Пущино                |                                                             |                                     |
| 41 | Солнечногорское                           | Солнечногорский район                                                        |                                                             | протоиерей Антоний Тирков           |
| 42 | Ступинское отделено Малинское             | часть Ступинского района                                                     |                                                             |                                     |
| 43 | Химкинское отделено Долгопрудненское      | город Химки город Лобня                                                      |                                                             |                                     |
| 44 | Чеховское                                 | Чеховский район                                                              | 34 прихода, 7 приписных храмов                              | священник Константин Александров    |
| 45 | Шатурское                                 | Шатурский район город Рошаль                                                 |                                                             |                                     |
| 46 | Шаховское                                 | Шаховской район                                                              |                                                             |                                     |
| 47 | Щёлковское отделено Лосино-Петровское     | часть Щёлковского района город Фрязино ЗАТО Звёздный городок                 |                                                             |                                     |
| 48 | Монастырское                              |                                                                              | 23 монастыря (12 мужских и 11 женских)                      | епископ Роман (Гаврилов)            |
| 49 | Единоверческие приходы                    |                                                                              | 3 прихода                                                   |                                     |